# Monte Antola
Der Monte Antola ist einer der bekanntesten Berggipfel in der Metropolitanstadt Genua und der Provinz Alessandria. Er erreicht eine Höhe von 1597 m s.l.m. und bildet mit den Gipfeln des von ihm ausgehenden Bergrückens die Berggruppe des Antola. 
Als der Berg der Genueser ist er ein beliebtes Ausflugsziel für Wandergruppen, vor allem von Mai bis September. Auf der vegetationsreichen, pyramidenförmigen Bergspitze befindet sich ein großes Bergkreuz.